# Victory (album DJ Khaleda)
Victory to czwarty album studyjny DJ-a DJ Khaled. Album ten został wydany 2 marca 2010 roku. Jak sam twierdzi nazwę Victory nadał aby odnieść zwycięstwo i inspirować słuchaczy swoją muzyką. Na płycie wystąpili między innymi tacy artyści jak T-Pain, Schife, Red Rum, John Legend, Bun B, Birdman, Soulja Boy, Diddy, Busta Rhymes czy Pitbull. W notowaniu Billboard 200 zajął 14 pozycję.

## Lista utworów
1. DJ Khaled Intro (feat. Diddy)
2. Fed Up (feat. Usher, Drake, Young Jeezy & Rick Ross)
3. All My Life (feat. Akon, Mavado & Shyne)
4. Victory (feat. John Legend, Kanye West, Nas & Jadakiss)
5. Put Your Hands Up (feat. Young Jeezy, Rick Ross & Plies)
6. Rocking All My Chains (feat. Soulja Boy, Bun B & Birdman)
7. Bring The Money Out (feat. Nelly, Lil Boosie & Fat Joe)
8. Untitled (feat. T-Pain & Trick Daddy)
9. She Killing Me (feat. Buju Banton & Busta Rhymes)
10. Loco With The Cake (Remix) (feat. Ace Hood & Yo Gotti)
11. Untitled 2 (feat. Fabolous & Ne-Yo)
12. Heavy In The Streets (feat. Red Rum)